# Rhene triapophyses
Rhene triapophyses là một loài nhện trong họ Salticidae.
Loài này thuộc chi Rhene. Rhene triapophyses được Peng miêu tả năm 1995.